# Elsa Andersson (flygpionjär)
Elsa Teresia Andersson, född 27 april 1897 i Strövelstorps socken, död 22 januari 1922 vid Alsen nära Askersund, var en svensk flygpionjär. Hon var den första svenska kvinnan som erhöll aviatördiplom. Elsa Andersson var också fallskärmshoppare; vid sitt femte fallskärmshopp omkom  hon.

## Biografi

### Bakgrund och utbildning
Elsa Andersson föddes och växte upp på arrendegården Petersgård i Strövelstorp, nära Ängelholm i Skåne. Hon var äldsta dotter till lantbrukarparet Edvard Andersson och Alma Svensson.
Redan i sin tidiga ungdom blev hon fascinerad av flyg, inspirerad av flygövningarna på närbelägna Ljungbyhed. Hon sökte därefter in vid Enoch Thulins flygskola på Ljungbyhed.
Elsa Andersson blev skolans 101:e och sista elev, eftersom skolan lades ner i samband med företagets konkurs 1920. Hon var den andra kvinnan som antogs till utbildningen, men den första kvinnliga eleven på skolan (Ruth Bergman) avbröt utbildningen. Den 30 juni 1920 avlade hon sitt flygarprov och tilldelades aviatördiplom nr 203 som första svenska kvinna .
Hon nöjde sig emellertid inte med detta, utan drömde om att gå vidare och utbilda sig till fallskärmshoppare. Detta var också en utväg för att lättare kunna försörja sig som (kvinnlig) flygare i 1920-talets Sverige. Den ende experten i Sverige på området, Raoul Thörnblad, vägrade lära kvinnor denna konst, och Elsa Andersson reste då till Berlin 1921 för att gå i Otto Heineckes fallskärmshopparskola. I kursen ingick två elevhopp och en teoretisk utbildning.

### Fallskärmshopp och död
Andersson gjorde sitt första uppvisningshopp (och det tredje någonsin) 2 oktober 1921 utanför Kristianstad. Hennes nästa hopp ägde rum en vecka senare utanför Helsingborg. Hon blev under en tid känd som "den käcka skånskan Elsa Andersson".
Hennes femte hopp skedde inför flera tusen åskådare vid Edö utanför Askersund 22 januari 1922. Piloten Albin Lundberg transporterade upp henne till cirka 650 meters höjd där hon hoppade. Fallskärmen utvecklade sig inte genast, eftersom hon fick utdragslinan runt ena armen. Hon försökte lösa den krisartade situationen men misslyckades, hon slog ner i ett skogbevuxet bergsområde längs vägen mot Edö och avled omedelbart vid nedslaget. Huvudet var krossat och båda armarna och båda benen brutna.
På platsen reste Kungliga Svenska Aeroklubben 1926 en minnessten.
Elsa Andersson är begravd i Strövelstorp.

## Epilog
Piloten Albin Lundberg chockades svårt efter olyckan och höll upp med flygandet en tid därefter. Fallskärmskonstruktören Otto Heinecke köpte tillbaka Elsa Anderssons fallskärm och lät fallskärmshopperskan Elise Schneider göra demonstrationshopp i Sverige för att bevisa skärmens pålitlighet. Skärmen köptes senare av korpralen Arnold Waldau som genomförde ett flertal uppvisningshopp i Sverige och Norge.

## I kulturen
Filmen Så vit som en snö från 2001 är baserad på hennes liv, och i filmen spelas Elsa Andersson av Amanda Ooms. Jacques Werups bok Den ofullbordade himlen, vilken filmen delvis bygger på, är inspirerad av hennes liv.